# Мария фон Баден (1782–1808)
Вижте пояснителната страница за други личности с името Мария фон Баден.
Мария Елизабет Вилхелмина фон Баден (на немски: Marie Elisabeth Wilhelmine von Baden; * 7 септември 1782, Карлсруе; † 20 април 1808, Брухзал) е принцеса от фамилията Дом Баден и чрез женитба херцогиня на Брауншвайг-Люнебург и на Оелс, също княгиня на Брауншвайг-Волфенбютел.

## Произход
Тя е петата дъщеря на принц-наследник Карл Лудвиг фон Баден (1755 – 1801) и съпругата му Амалия фон Хесен-Дармщат (1754 – 1832), дъщеря на ландграф Лудвиг IX фон Хесен-Дармщат (1719 – 1790) и принцеса Каролина фон Пфалц-Цвайбрюкен (1721 – 1774). Сестра е на Каролина, омъжена през 1797 г. за крал Максимилиан I Йозеф Баварски, на Луиза, омъжена 1793 г. за руския цар Александър I, и на Фридерика, омъжена 1797 г. за шведския крал Густав IV Адолф.

## Фамилия
Мария се омъжва на 1 ноември 1802 г. в Карлсруе за херцог Фридрих Вилхелм фон Брауншвайг-Волфенбютел (1771 – 1815), четвъртият син на херцог Карл Вилхелм Фердинанд фон Брауншвайг-Волфенбютел и английската принцеса Августа фон Хановер. Те имат двама сина: 
- Карл II (1804 – 1873), херцог на Брауншвайг
- Вилхелм (1806 – 1884), херцог на Брауншвайг
- дъщеря, мъртвородена на 7 декември 1808

## Бягство и изгнание
Княжеството Брауншвайг-Волфенбютел преминава през 1807 г. към Кралство Вестфалия. Херцогиня Мария бяга с децата си при брат си Карл и живее до смъртта си в Пфорцхайм. Тя умира на 20 април 1808 г. на 25 години в Брухзал и е погребана в княжеската гробница в Пфорцхайм.